# 笛吹八代スマートインターチェンジ
笛吹八代スマートインターチェンジ（ふえふきやつしろスマートインターチェンジ）は、山梨県笛吹市にある中央自動車道のスマートインターチェンジである。

## 概要

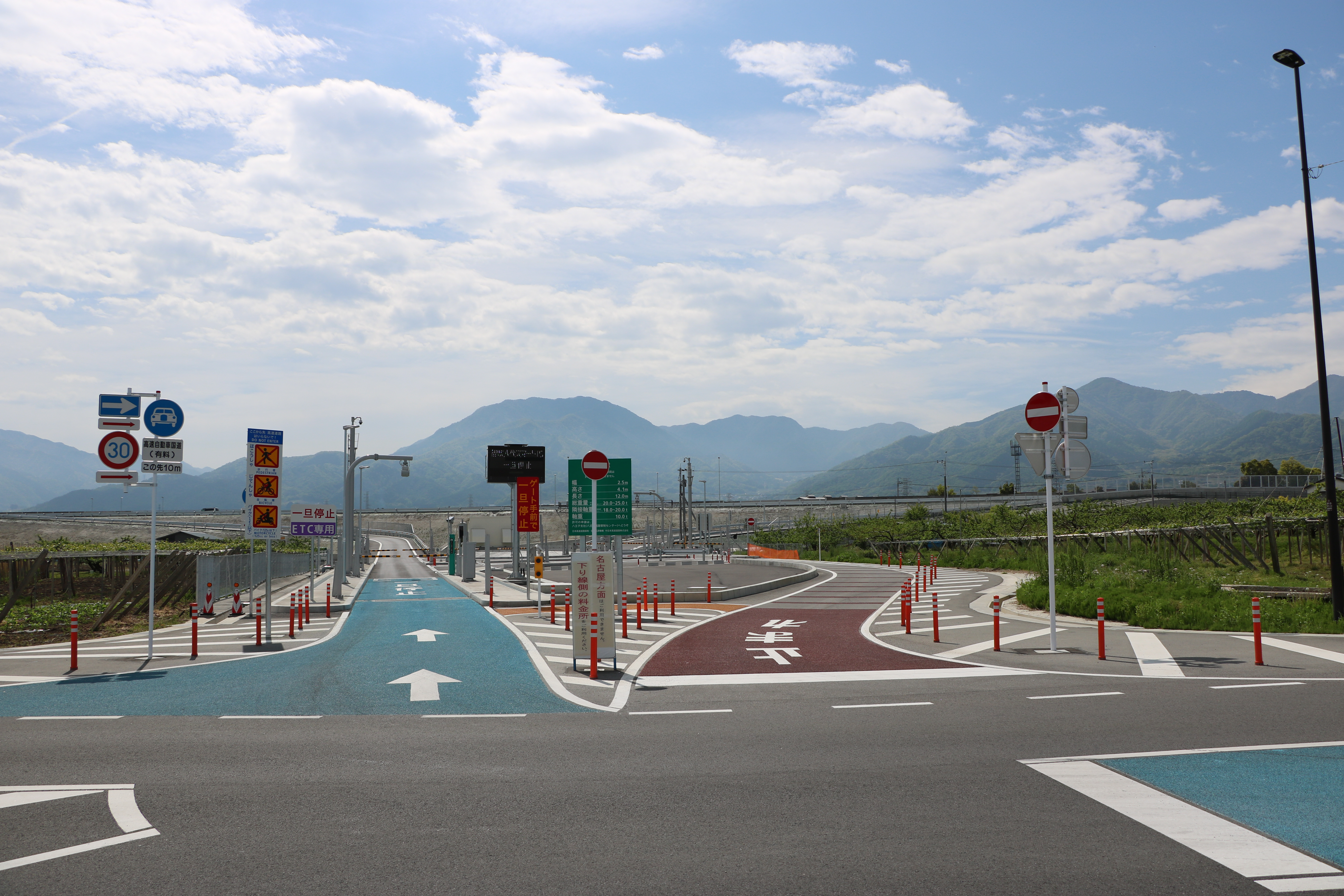
上り線側出入口

本線直結型である。利用可能車種はETC搭載の全車種で24時間運用。上下線ともに出入可となっている。
また、開通に伴い八代バスストップが当ICの接続部に移設された。

## 道路
- E20 中央自動車道(13-1番)

## 接続する道路
直接接続
- （上り線）県道313号藤垈石和線
- （下り線）市道4015号線

間接接続
- 県道22号甲府笛吹線

## 沿革
- 2012年（平成24年）4月17日 : 国土交通省より連結許可が下りる[1]。
- 2015年（平成27年）8月24日 : 着工[1]。
- 2017年（平成29年）3月26日 : 供用開始[1][2][4]。

## 周辺
- JA笛吹八代中央共選所

## 隣
E20 中央自動車道
(13)一宮御坂IC - (13-1)笛吹八代スマートIC - 境川PA - (14)甲府南IC